# سامپور (ترینکومالی)
سامپور (به لاتین: Sampur) یک منطقهٔ مسکونی در سری‌لانکا است که در ناحیه ترینکومالی واقع شده‌است.